# Salmincola edwardsi
Salmincola edwardsi är en kräftdjursart som först beskrevs av Olsson 1869.  Salmincola edwardsi ingår i släktet Salmincola och familjen Lernaeopodidae. Inga underarter finns listade i Catalogue of Life.